# 末っ子長男姉三人
『末っ子長男姉三人』（すえっこちょうなん あねさんにん）は、2003年10月12日から12月21日にTBS系で放送されていた日本のテレビドラマ。全10回。平均視聴率は14.4%。途中からではあるが、日曜劇場シリーズ初の地上デジタル放送でもある。
放送時間は日曜日21:00 - 21:54（日曜劇場枠）。なお、初回の放送時間は日曜日21:00 - 22:09の15分拡大。2003年11月9日は第43回衆議院議員総選挙の特別番組のため休止になった。
本作を収録したDVD版もある。

## キャスト

### 柏倉家
柏倉 春子〈30〉
演 - 深津絵里
旧姓は高梨。通称春ちゃん（義母は春子さんと呼ぶ）。ラジオ局に勤めるディレクター。仕事に遊びに夢中になっているうち、気が付いたら30歳を迎えていた。 結婚に焦りだした頃、数合わせで呼ばれた合コンで一郎と出会う。そして歳を5つサバ読んだまま、一郎からのプロポーズをOKしてしまう。
一郎からの同居の話に同情してしまい、思わず同居をOKしてしまう。そして、姑と小姑たち4人との同居生活が始まる。
柏倉 一郎〈25〉
演 - 岡田准一
4人姉弟の末っ子で、長男。通称一郎くん（姉たちからは一郎と呼ばれている）。姉が3人いるが、皆怖いらしい。生真面目で人がよく、平和主義なサラリーマン。下戸。
昔の恋人にソックリな春子と合コンで知り合い惹かれる。
米山 節子〈40〉
演 - 賀来千香子
柏倉家長女。旧姓は柏倉。通称節子姉ちゃん。ヒステリー気味の専業主婦で、高校生の息子がいる。夫の浮気問題で柏倉家に出戻ってきた。倹約家でキレイ好きな上、ちょっと口うるさくお節介。トイレを磨くときには「トイレを磨くことは心を磨くこと」と言う。占いは信じていないが、気にはするらしい。
柏倉 和子〈36〉
演 - 原田知世
柏倉家次女。通称和姉。一橋大学経済学部卒業。銀行総合職のキャリアウーマンでシンガポール支社に勤めていたが、蒲田支店へ異動になったため実家で同居することに。超マイペースで女王様タイプ。貯金はなく、「給料は、すべて自分へのご褒美（ブランド物）に使っている」という（本人曰く「自分へプレッシャーを与えている」）。
柏倉 幸子〈30〉
演 - 小雪
柏倉家三女。通称幸姉。売れない劇団女優。家賃滞納でアパートを追い出されたため、実家へ戻ってきた。アルバイトは工事現場という肉体派。子供の頃は、よく弟･一郎のキャッチボールの相手をしていた。日頃から夢ばかり見ており、経済観念のまったくないお人好しタイプ。その上、周囲が高木との仲を疑っても「恋愛ではない」と言うなど、色恋に関して鈍感である。
柏倉 里子〈62〉
演 - 岸惠子
4人姉弟の母。夫を亡くしてからは、末っ子長男の一郎と2人暮しだった。現在の本人は夫を亡くした傷心は遥か昔のことで、人生を謳歌している。非常に楽天的な性格で、春子に対しても大らかに接しており、かなり好意的である。さだまさしの大ファンで、日々追っかけをしている。

### その他
木下 ミキ〈30〉
演 - 鈴木砂羽
春子の同期で友人。春子とは歯に衣着せぬ関係（ラジオパシフィックの入社試験時に、春子のストッキングが伝線していることに気が付き、替えを貸してくれた時からの仲）。ちなみに出戻りのバツ1。
高木 勝〈30〉
演 - 田中哲司
「高木酒店」の店主で、元サラリーマン。幸子の小・中学校時代の同級生で幼馴染。妻には逃げられ、今は息子と2人暮らしをしている。
山田 大介〈23〉
演 - 伊藤淳史
東亜銀行蒲田支店に勤務する和子の部下。最終学歴は高卒。キャリアウーマンで颯爽とした和子を尊敬しており、「一生ついていきます!」と宣言する。
米山 健一〈16〉
演 - 勝地涼
節子の一人息子で高校生。両親の様子を冷めた目で見ている。
米山 秀一〈42〉
演 - 光石研
節子の夫。恐妻家。節子に不倫がバレて離婚の危機に陥った。
北村 祐二〈38〉
演 - 葛山信吾
和子の大学時代の先輩。ボストンキャピタル証券に勤めている。突然和子を呼び出しヘッドハンティングをしてくる。アメリカ人の妻がいる。
冨士先生
演 - 冨士眞奈美
春子がディレクターを務めるラジオ番組のパーソナリティ。
木村 郁美
演 - 本人（当時TBSアナウンサー）
エミ
演 - 坂本真綾
一郎の元彼女。小柄で地味で色気がなく決して美人とは言えない容姿をしていて、自己中心的でわがままで身勝手な性格。エミが留学する際に一郎を振っている。しかし、エミ本人は恥を知らずに一郎は自分を待っていると思っていた。
宮本さん
演 - 斉藤暁
幸子の勤務先の工事現場のおじさん。幸子を気に入っており、主演を務めた舞台には同僚たちと観劇に来た。

### 特別ゲスト
さだ まさし
演 - 本人
最終回で里子がさだのディナーショーを見に行くシーンで出演している。

## スタッフ
- 脚本 - 吉田紀子
  - 吉田自身によるノベライズ版(竹書房)が出版されている。
- 演出 - 清弘誠（第1、2、5、8、最終話）、金子文紀（第3、4、6、9話）、高成麻畝子（第7話）
- 音楽 - 羽岡佳
- 主題歌 - ポルノグラフィティ「愛が呼ぶほうへ」
- 挿入歌 - さだまさし「関白宣言」
- プロデュース - 八木康夫、濱田明子
- 演出補 - 高成麻畝子、佐々木雅之、池辺安智、新井順子、後藤庸介
- プロデュース補 - 佐々木雅之、森一弘、鳥尾美里
- 編成 - 山田康裕
- 協力 - 東通、緑山スタジオ・シティ
- 製作 - TBS ENTERNTAINMENT
- 製作著作 - TBS

## 放送日程
| 各話                                                       | 放送日         | サブタイトル              | 演出       | 視聴率 |
| ---------------------------------------------------------- | -------------- | ------------------------- | ---------- | ------ |
| 1story                                                     | 2003年10月12日 | 姑が4人も出来ちゃった結婚 | 清弘誠     | 18.6%  |
| 2story                                                     | 2003年10月19日 | 新妻の涙                  | 清弘誠     | 16.4%  |
| 3story                                                     | 2003年10月26日 | 困った嫁                  | 金子文紀   | 12.8%  |
| 4story                                                     | 2003年11月2日  | 嫁の意地                  | 金子文紀   | 13.8%  |
| 5story                                                     | 2003年11月16日 | 姑の家出                  | 清弘誠     | 13.2%  |
| 6story                                                     | 2003年11月23日 | 元カノ!!                  | 金子文紀   | 11.3%  |
| 7story                                                     | 2003年11月30日 | 妻の家出                  | 高成麻畝子 | 12.7%  |
| 8story                                                     | 2003年12月7日  | 夫婦喧嘩                  | 清弘誠     | 14.1%  |
| 9story                                                     | 2003年12月14日 | 妻の決心                  | 金子文紀   | 14.4%  |
| Last story                                                 | 2003年12月21日 | さよなら                  | 清弘誠     | 16.6%  |
| 平均視聴率 14.5%（視聴率は関東地区・ビデオリサーチ社調べ） |                |                           |            |        |

- 初回は15分拡大して放送。